# 下広川村
下広川村（しもひろかわむら）は、福岡県八女郡にあった村。現在の筑後市、久留米市、八女郡広川町の一部。

## 地理
広川中流域に位置していた。

## 歴史
- 1889年（明治22年）4月1日 - 町村制の施行により、上妻郡広川村、藤田村、一条村が合併して村制施行し、下広川村が発足[1][2]。
- 1896年（明治29年）4月1日 - 郡の統合により八女郡に所属[1][3]。
- 1955年（昭和30年）12月1日 - 下広川村が三分割され、大字広川・一条（一部）・藤田（一部）は八女郡広川町に、大字藤田（一部）は三潴郡筑邦町に、大字一条（一部）は筑後市にそれぞれ編入され廃止[1][2]。

## 教育
- 1893年（明治26年）- 下広川小学校、下広川尋常小学校に改称[1]。
- 1919年（大正8年）- 高等小学校を開校し、下広川尋常高等小学校に改組[1]。
- 1947年（昭和22年）- 学校組合立広川中学校開校[1]。